# Bodrogkeresztúr
Bodrogkeresztúr é um município da Hungria, situado no condado de Borsod-Abaúj-Zemplén. Tem 29,88 km² de área e sua população em 2015 foi estimada em 1.109 habitantes.